# سيمون ينتش
سيمون ينتش (بالألمانية: Simon Jentzsch) (4 مايو 1976 دوسلدورف ألمانيا - ) هو لاعب كرة قدم ألماني، يلعب كحارس مرمى.

## روابط خارجية
- سيمون ينتش على موقع قاعدة بيانات كرة القدم.إي يو (الإنجليزية)
- سيمون ينتش على موقع بيانات كرة القدم. دي إي (الألمانية)
- سيمون ينتش على موقع Soccerway.com (الإنجليزية)
- سيمون ينتش على موقع عالم كرة القدم.نت (الإنجليزية)
- سيمون ينتش على موقع AS.com (الإسبانية)